# Моклочно
Моклочно — деревня в Гдовском районе Псковской области России. Входит в состав Плесновской волости.

## География
Деревня находится в северной части Псковской области, в зоне хвойно-широколиственных лесов, на правом берегу ручья Сенькин, на расстоянии примерно 35 километров (по прямой) к востоку-северо-востоку (ENE) от города Гдова, административного центра района. Абсолютная высота — 67 метров над уровнем моря.

### Климат
Климат характеризуется как умеренно континентальный, с относительно коротким тёплым летом и продолжительной, как правило, снежной зимой. Средняя многолетняя температура самого холодного месяца (января) составляет −8°С, температура самого тёплого (июля) — +17,4°С. Среднегодовое количество осадков — 684 мм.

### Часовой пояс
Деревня Моклочно, как и вся Псковская область, находится в часовой зоне МСК (московское время). Смещение применяемого времени относительно UTC составляет +3:00.

## История
По X ревизии 1858 года здесь проживало 266 человек (126 мужчин и 140 женщин, в том числе 9 мужчин и 8 женщин дворовых).
По данным подворной переписи в 1882 году в селе Моклочно Моклочинского сельского общества Язвинской волости Гдовского уезда Санкт-Петербургской губернии проживало 336 крестьян-собственников (161 мужчина, 175 женщин) в 63 семьях (из них 48 семей имели дом и землю, 7 семьи — только дом, 8 семей были бездомными и безземельными). Грамотных было 66 мужчин и 6 женщин. Надельной земли было 13,1 десятины усадьбы, 304 десятины пашни и 316,5 десятин прочей удобной земли, а также 35,7 десятин неудобной земли; сверх того 4 домохозяйства купили 46,5 десятины вненадельной земли. Количество посева составляло 975 мер ржи, 941 меру овса, 485 — картофеля, 365 мер ячменя и 107 мер других растений. С надельных лугов собирали 12100 пудов сена, а с арендованных и купленных — ещё 4500. Из скота имелось 88 лошадей и 6 жеребят, 126 коров и 64 телёнка, а также 48 овец. Имелось 95 изб и другие строения, 2 конюшни и 2 кузницы. 57 семей занимались промыслами, в том числе 24 — ремёслами, 22 — сельскохозяйственными работами, по 13 — личными услугами и фабрично-заводской деятельностью, 9 — торговлей, 8 — сбытом домашней и мелкой местной продукции, 5 — другими промыслами.
Перед началом Великой Отечественной войны здесь было 72 двора, имелась часовня.
К настоящему моменту остался один полуразрушенный дом, несколько оставшихся были снесены в 2010-х годах.

## Население
| 2001 | 2002 | 2010 |
| ---- | ---- | ---- |
| 0    | ↗1   | ↘0   |

Согласно результатам переписи 2002 года, в национальной структуре населения русские составляли 100 %.